# Adolf Sabor

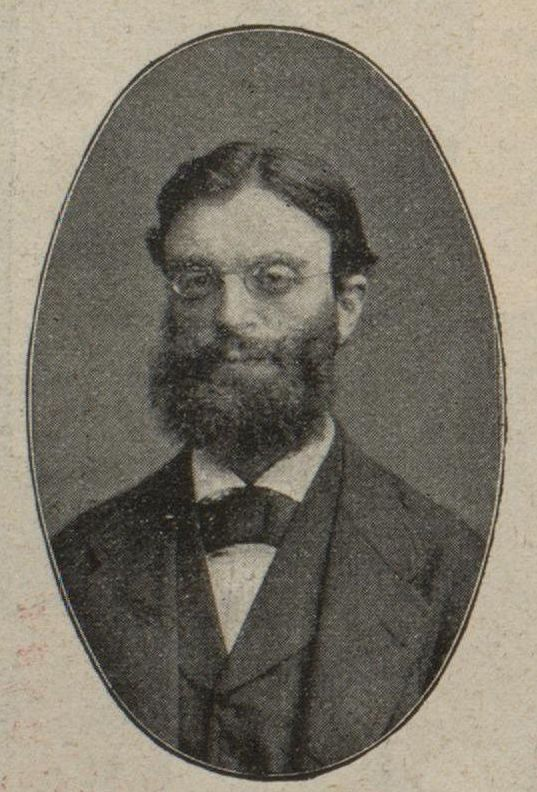
Adolf Sabor

Adolf Sabor (* 26. September 1841 in Wollstein; † 27. Februar 1907 in Frankfurt am Main) war ein Lehrer und sozialdemokratischer Politiker. Von 1884 bis 1890 vertrat er den Stadtkreis Frankfurt am Main im Deutschen Reichstag. Er war der erste Sozialdemokrat, der in Frankfurt in dieses Amt gewählt wurde.

## Leben und Wirken
Sabor stammt aus einer jüdischen Familie – sein Vater war der Kantor Lippmann Selig Sabor. Adolf Sabor besuchte das Gymnasium in Breslau und begann ein Studium an der dortigen Universität in Philosophie, Sprachen und Staatswissenschaften, wechselte später aber nach Berlin über. Ohne Abschluss des Studiums war er 1871/72 Lehramtskandidat und war anschließend wissenschaftlicher Hilfslehrer an der jüdischen Realschule Philanthropin in Frankfurt. Ende 1873 wurde er aus politischen und weltanschaulichen Gründen entlassen, weil er politische Vorträge in Arbeitervereinen hielt. Bis 1884 war er als Privatlehrer tätig. Er trat aus dem Judentum aus und bezeichnete sich als „Dissident“. Auf dem Parteitag der SPD 1876 in Gotha richtete er scharfe Angriffe auf Sonnemann. Sabor schrieb als Journalist für den „Frankfurter Beobachter“.
Seit 1872 war Sabor Mitglied der SDAP, anschließend nach der Parteivereinigung Mitglied der SAP und ab 1890 der SPD. 1882 kandidierte er erstmals als Sozialdemokrat in Frankfurt zur Stadtverordnetenwahl, allerdings konnte er kein Mandat gewinnen. Als es 1883 bei der Beerdigung des sozialdemokratischen Wirtes Hugo Hiller zu gewaltsamen Übergriffen der Polizei gegen die Trauergäste in Frankfurt kam, setzte unter anderem Sabor die Einsetzung einer Untersuchungskommission durch, die zur Verurteilung einiger Polizisten führte. 
Bei der Reichstagswahl 1884 gelang es Sabor erstmals dem Linksliberalen Leopold Sonnemann sein Reichstagsmandat im Frankfurter Wahlkreis abzunehmen. Sabor erhielt in der Stichwahl 12166 Stimmen und Sonnemann 10777 Stimmen, weil die Nationalliberalen den sozialdemokratischen Kandidaten unterstützten. Angeblich soll Bismarck telegrafiert haben, dass er Sabor dem Preußengegner Sonnemann vorzöge.
Sabor gehörte in der sechsten Legislaturperiode des Reichstags einer Siebener-Kommission der sozialdemokratischen Fraktion zur Erarbeitung eines sozialpolitischen Gesetzentwurfes an. Mitglieder waren weiter Johann Heinrich Wilhelm Dietz, Ignaz Auer, Karl Grillenberger, Heinrich Meister, Georg von Vollmar und später auch August Bebel. Bei der Auseinandersetzung zwischen der Fraktion der SPD-Abgeordneten um die Dampfersubvention und um die Rolle der Zeitung Der Sozialdemokrat wurde Sabor heftig von Karl Frohme attackiert. 
1885 erhielt Sabor eine bedeutende Erbschaft, wahrscheinlich von seiner Schwiegermutter Regine Trier geb. Strauß (1818–1885), die es ihm erlaubte sich ganz der politischen und parlamentarischen Tätigkeit widmen. Sabor unterstützte auch die Herausgabe der Zeitschrift Die Neue Zeit finanziell.
Am 16. Dezember 1886 wurde Sabor im Rahmen des Kleinen Belagerungszustands des Sozialistengesetzes aus Frankfurt ausgewiesen. Sabor lebte seitdem in Berlin. Trotzdem verteidigte er bei der Reichstagswahl 1887 sein Frankfurter Mandat gegen den Nationalliberalen Albert Metzler. 1889 verzichtete er aus Gesundheitsgründen auf eine erneute Reichstagskandidatur. Er wurde 1892 zum Stadtverordneten von Berlin gewählt.
Zwei Zitate des Abgeordneten Sabor gelangten in Büchmanns Geflügelte Worte. Bei der Beratung eines Antrages von Carl Ausfeld zur Abänderung des Artikel 32 der Reichsverfassung am 17. Dezember 1884 erklärte Sabor: „Der Herr Reichskanzler will nicht, daß das Wahlrecht in dem Umfange, wie es jetzt besteht, gelten bleibe, und wenn man ihm darin nachgibt, ist er sogar bereit, die Diäten zu bewilligen. Das läßt tief blicken (Heiterkeit) in die Maschine, – läßt einen Einblick tun in die geistige Werkstatt, in der die soziale Reform bereitet wird.“ Bei einer Beratung über die Verlängerung des Sozialistengesetzes vom 13. März 1889 erklärte er: „Wir haben meine Herren, in den letzten Tagen durch die offiziöse Presse sehr viel davon sprechen hören, daß die Herren vom Bundesrat die heutige Gelegenheit benutzen und uns klaren Wein einschenken über das, was vorgeht. Etwas geht vor, man weiß aber nicht recht, was“.
Sabor war seit 1879 verheiratet mit Martha, geb. Trier und hatte eine Tochter Regina. Da er an einem Herzleiden litt, war er häufig in Königstein im Taunus und Wiesbaden zur Kur.
Mit der Reichstagswahl 1890 schied Sabor aus dem Reichstag aus. Sein Nachfolger im Wahlkreis Frankfurt wurde Wilhelm Schmidt. Sabor zog sich ins Privatleben zurück und lebte nach der Aufhebung des Sozialistengesetzes wieder in Frankfurt. Er war Mitglied in der Verwaltung der Joseph und Clara Trier’schen Stiftung. Er starb Ende Februar 1907. Am 2. März 1907 wurde er auf dem Frankfurter Hauptfriedhof beerdigt. Die Frankfurter Zeitung würdigte ihn mit einem ausführlichen Nachruf.